# American Life (cântec)
„American Life” este un cântec al interpretei și textierei americane Madonna. Piesa de pe albumul cu același nume (2003) a fost lansată digital ca primul disc single extras de pe album la 13 iunie 2003 de Maverick Records. Cântecul a fost compus și produs de Madonna și Mirwais Ahmadzaï; versurile piesei conțin o evoluție violentă și viziunea Madonnei cu privire la politică și religie. Cântăreața pune la îndoială superficialitatea vieții moderne și a visului american în timpul președinției lui George W. Bush. Spre sfârșitul cântecului, Madonna cântă rap, numind oamenii care lucrau pentru ea.
„American Life” a fost criticat aspru de criticii de specialitate, revista Blender numind-o a noua cea mai groaznică piesă a tuturor timpurilor. În ciuda comentariilor negative, „American Life” a ocupat prima poziție a clasamentelor din Canada, Danemarca, Italia, Japonia și Elveția, totodată clasându-se în top 10 în Australia, acolo unde a primit și discul de aur din partea Australian Recording Industry Association (ARIA). În Statele Unite, „American Life” s-a clasat pe locul 37 în Billboard Hot 100, rămânând în clasament timp de opt săptămâni. În Regatul Unit, cântecul a debutat pe locul al doilea în topul UK Singles Chart, poziția sa maximă.
Au fost filmate două videoclipuri pentru piesă, ambele realizate de regizorul suedez Jonas Åkerlund. Primul videoclip o prezintă pe Madonna la un spectacol de modă cu o temă militară, sfârșindu-se cu ea aruncând cu o grenadă spre George W. Bush. Înainte de lansarea propriu-zisă, videoclipul a provocat controverse datorită referințelor către politică, rasism și religie, determinând-o pe Madonna să explice conceptul său printr-un comunicat de presă. După ce invazia Irakului a început, Madonna a anulat lansarea videoclipului din cauza climatului politic din Statele Unite la vremea respectivă, lansând o versiune alternativă în care solista cântă în fața unui fundal cu drapelele țărilor din întreaga lume. „American Life” a fost interpretat în turneul Re-Invention World Tour (2004) și în timpul spectacolului Madonna: Tears of a Clown la Miami (2016).

## Informații generale
„American Life” a fost compus și produs de Madonna și Mirwais Ahmadzaï. „Aș putea preda lecții la chitară și în acel moment să-mi vină ceva în minte” a remarcat cel din urmă. „Sau Mirwais îmi va trimite muzica – schițe fără aranjament: niște acorduri de bază. Așa a apărut și 'American Life'”. În aprilie 2003, Madonna a discutat motivațiile din spatele cântecului pentru VH1, vorbind totodată despre experiența ei în industria muzicală. Cântăreața a declarat că „Mă uit înapoi la cei 20 de ani de carieră și realizez că multe lucruri pe care le consideram valoroase nu sunt importante”, ca răspuns pentru temele non-materialiste ale cântecului. Discutând despre album, Madonna a spus despre „American Life” că:
„[Piesa] a fost ca o călătorie către aleea amintirilor, uitându-mă la tot ceea ce am realizat și toate lucrurile cărora le-am dat valoare și au fost importante pentru mine. Care este perspectiva mea acum? M-am luptat pentru atâtea lucruri, am încercat atât de mult să fiu numărul unu și să rămân în vârf, să arăt bine, să fiu cea mai bună. Și mi-am dat seama că multe dintre lucrurile care durează și lucrurile care contează nu sunt nimic din toate acelea”.
Pentru a opri descărcările ilegale de pe internet ale piesei atât înainte cât și după lansare, asociații Madonnei au creat numeroase fișiere false cu cântece de aceeași lungime și mărime. Unele dintre fișiere au livrat un mesaj scurt al Madonnei spunând „Ce naiba crezi că faci?”, urmat de minute de tăcere. Cu toate acestea, cântecul a apărut pe internet cu o zi înainte de premiera oficială. „American Life” a avut premiera la 25 martie 2003 prin intermediul AOL. Piesa a fost lansată în Statele Unite pe 8 aprilie 2003. Cântecul a fost lansat spre vânzare două zile mai târziu, prin servicii digitale precum Liquid Audio, RioPort și, de asemenea, prin intermediul site-ului Madonnei, putând fi descărcat în format MP3.

## Structura muzicală și versurile
„American Life” este o piesă pop cu un ritm moderat și cu un tempo de 102 de bătăi pe minut. Este compusă în tonalitatea Fa diez minor cu vocea Madonnei variind de la Do3 la Si4. Cântecul urmează secvența de acorduri Fa♯m–Fa♯m5–Do♯–Sim în timpul strofelor și Fa♯m–Do♯m–Do♯m2–Sim–Sim2 în timpul refrenului. „American Life” începe cu voci multiple întrebând  – „Voi deveni un star?”, „Ar trebui să-mi schimb numele?” – versuri care se dezvoltă în ceea ce Rikky Rooksby menționează în The Complete Guide to the Music of Madonna, și anume că ea se plânge despre viața modernă. Solista întreabă, de asemenea, despre superficialitatea vieții moderne și „visul american”. „Știu că sună clișeic”, a declarat Madonna, „Dar am avut 20 de ani de faimă și avere, și simt că am dreptul la opinie cu privire la ceea ce este și ceea ce nu este. Toată lumea este obsedată acum să fie o celebritate. Spun că asta este o prostie, dar cine știe mai bine decât mine? Înainte să se întâmple, aveți tot felul de noțiuni despre cât de minunată e celebritatea și cât de multă bucurie vă aduce. Apoi sosiți... în America, iar aici aveți libertatea de a fi orice vreți să fiți mai mult decât orice alt loc din lume. Asta e bine și frumos, însă funcționează doar dacă aveți un sistem de valori - și se pare că nu toți mai avem unul. Este «Orice ar fi nevoie ca să ajungi în vârf, asta trebui să faci». E aluzia unei vieți fericite: «Trebuie să arăți așa, doar astfel vei fi fericit. Condu mașina asta, doar așa vei fi popular. Poartă hainele astea, iar oamenii vor vrea să facă sex cu tine». E o iluzie puternică, iar oamenii sunt prinși în ea, inclusiv eu. Sau am fost”.
După trei minute, solista cântă rap, numind oamenii care lucrează pentru ea. „Practic, noi [Madonna și Ahmadzaï] am înregistrat tot cântecul și am avut acest instrumental la sfârșit”, a dezvăluit cântăreața, „iar Mirwais mi-a spus, «Știi ce, o să mergi și o să faci rap». Și eu i-am spus, «Pleacă de aici, eu nu fac rap». Și mi-a spus „Ba da, o să o faci. Doar du-te acolo, doar fă-o”. El m-a încurajat în totalitate. Nu aveam nimic plănuit, nimic scris, el doar mi-a spus să fac un flux al conștiinței, să spun orice aș fi gândit. Deoarece eu mereu beau lapte de soia în studio, și ajung la studio cu Mini Cooper-ul, m-am gândit «Ok, lasă-mă să vorbesc despre chestiile care-mi plac». Așa că am mers și totul a fost improvizat și, evident, prima dată nu m-am descurcat, dar mi-am adunat toate gândurile și le-am scris, iar apoi am putut să-mi perfecționez sincronizarea. A fost total spontan”.
Chitara acustică repetitivă „adaugă puțină înflăcărare” cântecului, potrivit biografului Carol Gnojewski iar versurile sunt însoțite de tobe și bas.

## Receptare

### Critică

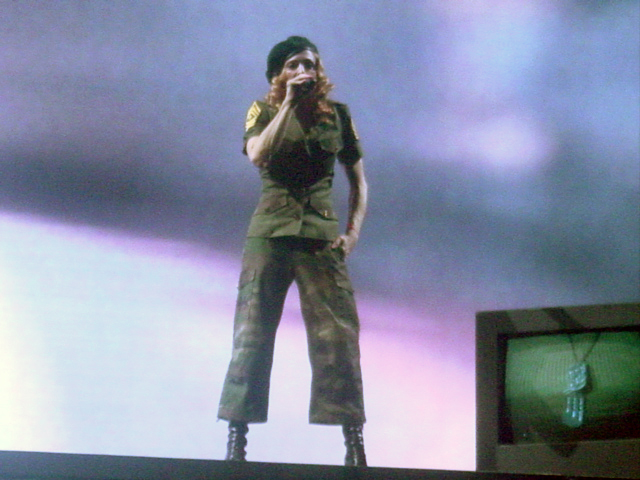
Madonna interpretând primul vers din piesa „American Life” în timp ce stă în vârful unei construcții alcătuite din televizoare în timpul turneului Re-Invention World Tour în 2004.

„American Life” a primit în general recenzii negative din partea criticilor de specialitate. Sal Cinquemani de la Slant Magazine a numit piesa „răsuflată, exagerată, pe alocuri un cântec ciudat despre avantaje [...] aspră și robotică”. Stylus Magazine a oferit o recenzie negativă, opinând că una din cele mai bogate femei din lume se plânge de comercialism și nulitatea divertismentului, pare mai degrabă ipocrită decât înțeleaptă. Aceștia au mai remarcat că, în cântec, Madonna e mâniată pe viața pe care ea însăși o conduce.
Chuck Taylor de la revista Billboard a oferit o recenzie negativă piesei, criticând secvența de rap a Madonnei și totodată, numind piesa „o mormăială încețoșată care sună mai degrabă ca un amestec incoerent decât o melodie”. Alexis Petridis de la The Guadian a fost dezamăgit de versuri, opinând „care naiba ar fi punctul ei de vedere extrem? Că lumea este condusă de un complot sumbru de șopârle super-inteligente?... Din păcate, nu. Punctul ei de vedere extrem se dovedește a fi legat de faptul că banii nu pot cumpăra fericirea, iar faima nu e ceea ce pare”. El a mai criticat, de asemenea, versul „I like to express my extreme point of view” (ro.: „Îmi place să-mi exprim punctul meu de vedere extrem”), spunând că e dificil să asculți fraza fără să simți un ghimpe de entuziasm.
Entertainment Weekly a numit „American Life” o listă a beneficiilor de a fi celebru: antrenor, majordom, asistent, trei bone, un bodyguard sau cinci. La început pare că nu este mesajul revelație pe care l-a intenționat să îl facă, ci o confirmare facilă a convingerilor haterilor: că Madonna la vârsta a doua nu are o viziune asupra lumii mai departe de următoarea programare la Pilates În 2004, revista Blender a clasat piesa pe locul nouă în top 50 cele mai groaznice cântece din toate timpurile, afirmând că Madonna „își actualizează era «Material Girl» plină de comercialism și goliciune spirituală... cu ceea ce numim cea mai stânjenitoare piesă rap înregistrată vreodată. Nervoasă și agitată, cântăreața face ca Debbie Harry să sune la fel de calmă ca Jay-Z”. Revista a mai adăugat, de asemenea, că cel mai rău moment al piesei este atunci când după secvența rap, Madonna cântă „Nothing is what it seems” (ro.: „Nimic nu e ceea ce pare”) fără profunditate. Stephen Thompson de la The A.V. Club a considerat că „American Life” este „un cântec agitat, lipsit de tensiune și superficial, ajungând până la punctul de auto-parodie”.

### Comercială
În Statele Unite, „American Life” a debutat pe locul 90 în clasamentul Billboard Hot 100 pe 5 aprilie 2003. Câteva săptămâni mai târziu, pe 26 aprilie 2003, piesa a ocupat locul 37, poziția sa maximă. În Canada, „American Life” a ocupat prima poziție a clasamentului. În Australia, „American Life” a ocupat locul șapte pe 24 aprilie 2003. Următoarea săptămână, cântecul a început să scadă treptat, rămânând în top timp de opt săptămâni. Piesa a fost premiată cu discul de aur de către Australian Recording Industry Association (ARIA). În Noua Zeelandă, „American Life” a ocupat locul 33, fiind prezent în top o singură săptămână. În Regatul Unit, cântecul a ocupat locul doi pe 26 aprilie 2003.
Pe 27 aprilie 2003, piesa a debutat pe locul șapte în topul Ö3 Austria Top 40, rămânând în top timp de 11 săptămâni. Cântecul s-a bucurat de o popularitate moderată în ambele regiuni ale Belgiei, Flandra și Valonia, unde a ocupat pozițiile 12, respectiv 10. În România, „American Life” a debutat pe locul 65 în clasamentul Romanian Top 100, șapte săptămâni mai târziu ocupând poziția sa maximă, locul șapte. În Franța, cântecul a debutat pe locul 61, clasându-se pe locul 10 înainte de a ieși din clasament, pe 6 iulie 2003. Cu toate acestea, „American Life” a primit discul de argint din partea Syndicat National de l'Édition Phonographique (SNEP). Cântecul a debutat pe locul 34 în topul Dutch Top 40, două săptămâni mai târziu ocupând poziția sa maximă, locul patru. Pe 24 aprilie 2003, „American Life” a debutat pe locul trei în clasamentul Swedish Singles Chart. În Elveția, cântecul a ocupat prima poziție a topului Swiss Singles Chart, petrecând 13 săptămâni în clasament. În Germania, piesa a ajuns până pe locul zece.

## Videoclipurile
Au fost filmate două videoclipuri pentru „American Life”, dintre care primul nu a fost lansat. Acesta a fost filmat în prima săptămână a lunii februarie, 2003, la Los Angeles Center Studios în Los Angeles, California, sub conducerea regizorului suedez Jonas Åkerlund, cel cu care Madonna a mai lucrat în trecut la videoclipurile pieselor „Ray of Light” (1998) și „Music” (2000). Ideea pentru videoclip i-a venit Madonnei în noiembrie 2002, apoi ea și Åkerlund au dezvoltat ideea astfel încât s-a ajuns la crearea unui mini-film anti-război și anti-modă. Cu „American Life”, Madonna a adus videoclipurile muzicale la un alt nivel, concentrându-se pe război, politică și, conform interpretării mass-mediei, invazia care urma să aibă loc în Irak. „Este o afirmație anti-război...” a clarificat ulterior, „dar nu e neapărat împotriva acestui război. În orice moment există cel puțin 30 de războaie care au loc în această lume, iar eu sunt împotriva tuturor. La scurt timp după ce au fost finalizate filmările, Warner Bros. Records a lansat o declarație cu privire la videoclip: „[Acesta] exprimă o imagine panoramică a culturii noastre și a unui război iminent prin viziunea unei super-eroine portretizate de Madonna. Pornind ca o prezentare de modă cu ținute de camuflaj ale armatei, spectacolul este luat cu asalt de o înverșunare nebună care descrie repercusiunile catastrofale și ororile războiului. Un fragment exclusiv al videoclipului a fost difuzat în timpul programului Backstage at the Grammys de pe canalul VH1.
Videoclipul începe cu câteva modele masculine și feminine îmbrăcate în soldați, defilând pe un podium în timp ce poartă uniforme militare și măști de gaz; mai apoi un model masculin apare purtând o cămașă pe care scrie „Vicitma Modei” în timp ce este intercalat cu scene în care Madonna cântă în fața unui fundal negru. În timpul celui de-al doilea refren, pe podium apar copii din Orientul Mijlociu, aceștia fiind intimidați și agresați de modelele soldați. În timpul unui vers intermediar, Madonna și grupul ei se pregătesc într-o toaletă să apară pe podium, în timp ce aceasta sculptează „Protect Me” (ro.: „Protejează-mă”) pe perete. Femeile sunt prezentate, de asemenea, dansând în fața camerelor de supraveghere. Atunci când secvența rap începe, Madonna apare pe podium conducând un Mini Cooper și lansând fotografii cu un furtun de apă industrial, în timp ce cântă rap și dansează pe plafonul mașinii împreună cu gașca ei. Spre sfârșitul videoclipului, Madonna conduce furioasă mașina către publicul amuzat, trăgând cu dinții de cuiul unei grenade și apoi aruncând-o spre George W. Bush, videoclipul finalizându-se cu Bush folosind-o pentru a-și aprinde trabucul.
„Mă simt norocoasă să fiu o cetățeană a Americii pentru multe motive - unul dintre ele ar fi că am dreptul de a mă exprima liber, mai ales în munca mea. Înțeleg că în mass-media au apărut știri despre noul meu videoclip «American Life» - însă multe dintre ele sunt greșite. Eu nu sunt Anti-Bush. Eu nu sunt pro-Irak. Sunt pro pace. Am compus acest cântec și am creat un videoclip care îmi exprimă sentimentele legate de cultura și valorile noastre și iluziile legate de visul american și viața perfectă în care mulți oameni cred. Ca artistă, sper că acest lucru să provoace cugetare și dialog. Dar nu mă aștept ca toată lumea să fie de acord cu punctul meu de vedere”. 

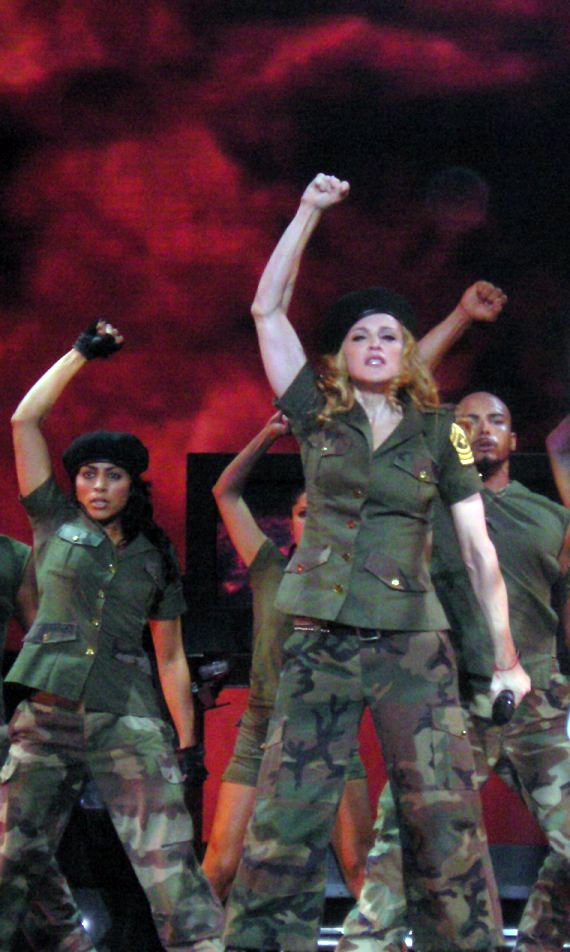
Madonna și dansatorii ei interpretând „American Life” în vârful unui podium suspendat în timpul turneului Re-Invention World Tour în 2004.

Datorită climatului politic de la acea vreme, pe 1 aprilie 2003, Madonna a anulat lansarea videoclipului, explicând motivul: „M-am decis să nu-mi lansez noul videoclip. A fost filmat înainte de război și nu cred că e potrivit să fie difuzat în această perioadă. Datorită stării schimbătoare a lumii, a sensibilității și a respectului pe care îl am față de forțele armatei, pe care eu le sprijin și pentru care mă rog, nu vreau să risc în a ofensa pe oricine ar putea interpreta greșit semnificația acestui videoclip”. După anularea lansării videoclipul original, o versiune editată a avut premiera la 16 aprilie 2003 pe canalul VH1, imediat după un program special numit Madonna Speaks. Această versiune o prezintă pe solistă cântând în fața unui fundal cu drapelele țărilor din întreaga lume.
În 2005, o versiune reeditată de regizor a videoclipului a apărut în mod ilegal pe internet. Acesta afișează scene puternice, cu soldați răniți și uciși, scene de război și imagini ale sărăciei și ale morții, În 2010, Slant Magazine a clasat acest videoclip alternativ pe locul cincisprezece în topul celor mai bune videoclipuri muzicale, opinând că: „Nu e vorba de mesajul videoclipului care prezintă vizionarea războiului ca o formă de divertisment popular sau imaginile sale izbitoare și încărcate ce lasă loc de interpretări. Prezicător? Da. Relevant? Cu siguranță. Subtil? Nu atât de mult”. Această versiune a videoclipului se încheie cu o grenadă aruncată în mijlocul podiumului iar Madonna își pune mâinile la urechi.

## Interpretări live
Pentru a-și promova lansarea albumului American Life, Madonna a pornit în turneul promoțional American Life Promo Tour. La spectacolul din Tower's Fourth Street în Manhattan au fost prezenți aproape 400 de oameni; interpretarea a început cu Madonna purtând o beretă neagră, o bluză polka cu buline, pantaloni negrii și tocuri, cântând o versiune acustică a piesei „American Life”, urmată de „X-Static Process”. Spectacolul promoțional a vizat și alte două piese de pe album: „Mother and Father” și „Hollywood”, înainte de interpretarea „improvizată” a cântecului „Like a Virgin”, urmată de versiunea de pe album a piesei „American Life”. Potrivit revistei Billboard, scena construită a constat în draperii negre și lungi pentru ca peste o mie de fani să poată auzi spectacolul. Madonna a cântat piesa în magazinul HMV din Oxford în fața a 500 de oameni. În Regatul Unit, cântăreața a interpretat „American Life” și „Hollywood” la emisiunea Top of the Pops de pe canalul BBC One.
În următorul an, „American Life” a fost inclus în lista cântecelor pentru turneul Re-Invention World Tour. În timpul scenei Military-Army, interpretarea începe cu sunetele unui elicopter în fundal, în timp ce dansatorii Madonnei, costumați în soldați, se târăsc pe burtă, ca și cum ar fi într-o bătălie, apoi se îmbrățișează, spunând rămas bun. Madonna apare pe scenă, stând în vârful unei construcții realizate din televizoare, purtând pantaloni de camuflaj, o jachetă de armată și o beretă neagră. Solista începe interpretarea în timp ce pe ecranul din spatele ei sunt afișate imagini de război ale morții și distrugerii. Spre sfârșitul videoclipului sunt arătați un actor care seamănă cu George W. Bush odihnindu-și drăgăstos capul pe umerii unuia care seamănă cu Saddam Hussein, ca și cum perechea ar aștepta actele de căsătorie. În timpul interpretării, Madonna aleargă către podiumul suspendat în aer pentru a ajunge în mijlocul stadionului. Jane Stevenson de la Toronto Sun a lăudat spectacolul, numind imaginile de fundal „adevărate”. Interpretarea a fost inclusă în albumul live și documentarul I'm Going to Tell You a Secret.
12 ani mai târziu, Madonna a cântat „American Life” în timpul spectacolului Madonna: Tears of a Clown la o gală de caritate care avut loc pe 2 decembrie 2016, în Faena Forum din Miami Beach. Concertul a avut loc împreună cu o licitație de artă și o cină  pentru a sprijini proiectele din fundația Madonnei, Raising Malawi, ce cuprind Spitalul Clinic de Copii Mercy James, precum și inițiativele de artă și educație pentru copiii săraci din Statele Unite. Spectacolul ce a durat mai mult de o oră a inclus și opiniile Madonnei cu privire la alegerile prezidențiale din 2016, criticându-l aspru pe președintele ales, Donald Trump.

## Ordinea pieselor pe disc și formate
| - Maxi single distribuit în Statele Unite 1. „American Life” (Missy Elliott's American Dream Mix) – 4:49 2. „American Life” (Oakenfold Downtempo Remix) – 5:32 3. „American Life” (Felix Da Housecat's Devin Dazzle Club Mix) – 6:10 4. „American Life” (Peter Rauhofer's American Anthem) (Part 1) – 10:41 5. „American Life” (Peter Rauhofer's American Anthem) (Part 2) – 9:06 6. „Die Another Day” (Richard Humpty Vission Electrofield Mix) – 6:01 - Vinil 2× 12" distribuit în Regatul Unit 1. „American Life” (Missy Elliott's American Dream Remix) – 4:49 2. „American Life” (Oakenfold Downtempo Remix) – 5:32 3. „American Life” (Peter Rauhofer's American Anthem) (Part 1) – 10:41 4. „American Life” (Felix Da Housecat's Devin Dazzle Club Mix) – 6:10 5. „Die Another Day” (Calderone & Quayle Afterlife Mix) – 8:52 6. „American Life” (Peter Rauhofer's American Anthem) (Part 2) – 9:06 | - CD Single distribuit în Statele Unite 1. „American Life” (Edit With Rap) – 4:27 2. „Die Another Day” (Calderone & Quayle Afterlife Mix) – 8:52 - Maxi single 1 distribuit în Regatul Unit 1. „American Life” (Radio Edit) – 4:27 2. „American Life” (Missy Elliott American Dream Remix) – 4:49 3. „American Life” (Peter Rauhofer's American Anthem) (Part 1) – 10:41 - Maxi single 2 distribuit în Regatul Unit 1. „American Life” (Radio Edit) – 4:27 2. „American Life” (Oakenfold Downtempo Remix) – 5:32 3. „American Life” (Felix Da Housecat's Devin Dazzle Club Mix) – 6:10 - Vinil 7" distribuit în Statele Unite 1. „American Life” (Radio Edit) – 4:27 2. „American Life” (Richard Humpty Vission Radio Edit) – 3:36 |

## Acreditări și personal
- Madonna – textier, producător
- Mirwais Ahmadzaï – producător, programator, chitare
- Mike "Spike" Stent – mixare
- Tim Young – masterizare
- Tom Hannen – inginer de sunet
- Simon Changer – inginer de sunet

Acreditări adaptate de pe broșura albumului American Life.

## Prezența în clasamente
| Țară (clasament 2003)                          | Poziția maximă | Referință |
| ---------------------------------------------- | -------------- | --------- |
| Australia (ARIA)                               | 7              | [ 20 ]    |
| Austria (Ö3 Austria)                           | 7              | [ 24 ]    |
| Belgia (Ultratop 50 Flandra)                   | 10             | [ 25 ]    |
| Belgia (Ultratop 50 Valonia)                   | 12             | [ 55 ]    |
| Canada (Canadian Singles Chart)                | 1              | [ 56 ]    |
| Danemarca (Tracklist)                          | 1              | [ 57 ]    |
| Elveția (Swiss Hitparade)                      | 1              | [ 32 ]    |
| Europa European Hot 100 Singles                | 2              | [ 58 ]    |
| Finlanda (Suomen virallinen lista)             | 3              | [ 59 ]    |
| Franța (SNEP)                                  | 10             | [ 28 ]    |
| Germania (Official German Charts)              | 10             | [ 60 ]    |
| Irlanda (IRMA)                                 | 7              | [ 61 ]    |
| Italia (FIMI)                                  | 1              | [ 62 ]    |
| Norvegia (VG-lista)                            | 9              | [ 63 ]    |
| Noua Zeelandă (RMNZ)                           | 33             | [ 22 ]    |
| Olanda (Dutch Top 40)                          | 4              | [ 30 ]    |
| Olanda (Single Top 100)                        | 4              | [ 64 ]    |
| Regatul Unit (OCC)                             | 2              | [ 23 ]    |
| România (Romanian Top 100)                     | 7              | [ 27 ]    |
| Scoția (OCC)                                   | 3              | [ 65 ]    |
| Spania (PROMUSICAE)                            | 2              | [ 66 ]    |
| Suedia (Sverigetopplistan)                     | 2              | [ 31 ]    |
| Statele Unite ale Americii (Billboard 200)     | 37             | [ 67 ]    |
| Statele Unite ale Americii (Dance Club Songs)  | 1              | [ 68 ]    |
| Statele Unite ale Americii (Mainstream Top 40) | 27             | [ 69 ]    |
| Ungaria (Rádiós Top 40)                        | 17             | [ 70 ]    |

| Țară (clasament)                       | Poziția maximă | Referință |
| -------------------------------------- | -------------- | --------- |
| Belgia (Ultratop Flanders)             | 95             | [ 71 ]    |
| Elveția (Schweizer Hitparade)          | 60             | [ 72 ]    |
| Franța (SNEP)                          | 88             | [ 73 ]    |
| Italia (FIMI)                          | 34             | [ 74 ]    |
| Regatul Unit (Official Charts Company) | 100            | [ 75 ]    |
| România (Romanian Top 100)             | 55             | [ 76 ]    |
| Suedia (Sverigetopplistan)             | 46             | [ 77 ]    |

## Vânzări și certificări
| \| Țara \| Vânzări \| Certificare \| Referințe \| \| ---------------- \| -------- \| ----------- \| --------- \| \| Australia (ARIA) \| +35.000 \| \| [21] \| \| Franța (SNEP) \| +125.000 \| \| [29] \| | Note - reprezintă „disc de aur”; - reprezintă „disc de argint”. |             |           |
| Țara | Vânzări                                                         | Certificare | Referințe |
| Australia (ARIA) | +35.000                                                         |             | [ 21 ]    |
| Franța (SNEP) | +125.000                                                        |             | [ 29 ]    |